# James F. Lloyd
James Fredrick Lloyd (27 de Setembro de 1922 – 2 de Fevereiro de 2012) foi um político Democrata da Califórnia e Representante dos Estados Unidos.

## Carreira
Nascido em Helena, Montana, Lloyd estudou em escolas públicas em Washington, Califórnia e Oregon. Estudou na Universidade de Oregon em 1940-1942 mas não graduou-se. Serviu na Marinha dos Estados Unidos como um aviador naval em 1942-1963 (aposentou-se). Conseguiu seu Bacharelado na Universidade Stanford em 1958 e seu Mestrado na Universidade do Sul da Califórnia em 1966. Seguiu uma carreira de relações públicas e publicidade, depois tornou-se professor e instrutor de ciência política no Mt. San Antonio College em Walnut, Califórnia em 1970-1973.
Lloyd foi um membro do Comitê Central do Estado Democrático da Califórnia de 1968 até 1972. Trabalhou como vereador de West Covina, Califórnia em 1968-1975, incluindo um mandato como Prefeito de West Covina de 1973 a 1974. Em 1974, foi eleito minuciosamente como um Democrata ao nonagésimo quarto congresso, representando um distrito de tendência republicana. Foi reeleito ao nonagésimo quinto e nonagésimo sexto congressos, trabalhando de 3 de Janeiro de 1975 a 3 de Janeiro de 1981. Concorreu sem sucesso a reeleição em 1980, sendo destituído pelo caminho por David Dreier. Lloyd era um residente de West Covina, Califórnia.

## Morte
Lloyd morreu em um acidente de carro depois de sofrer um derrame enquanto dirigia em Pensacola, na Flórida. Tinha 89 anos.